# Este Portugal Que Somos
Este Portugal Que Somos  foi um programa televisivo sobre a História de Portugal e a sua relação com outras nações, transmitido na RTP1 em 1978, com a apresentação do Prof. António José Saraiva.